# Zygosaccharomyces bailii
Zygosaccharomyces bailii (Lindner) Guillierm. – gatunek jednokomórkowych grzybów zaliczany do drożdży. Znany jest głównie z tego, że powoduje psucie się produktów spożywczych, zwłaszcza kiszonych i konserwowanych kwasem sorbinowym i benzoesowym.

## Systematyka i nazewnictwo
Pozycja w klasyfikacji według Index Fungorum: Zygosaccharomyces, Saccharomycetaceae, Saccharomycetales, Saccharomycetidae, Saccharomycetes, Saccharomycotina, Ascomycota, Fungi.
Po raz pierwszy opisał go w 1895 r. Paul Lindner, nadając mu nazwę Saccharomyces bailii. W 1912 r. Marie Antoine Alexandre Guillermond przeniósł go do rodzaju  Zygosaccharomyces. Ma kilkanaście synonimów. Niektóre z nich:
- Saccharomyces acidifaciens (W.J. Nick.) Lodder & Kreger-van Rij 1952
- Torulaspora bailii (Lindner) Kock.-Krat. 1982

## Morfologia i rozwój
Kolonie mają białobrązowy kolor i konsystencję masła. Po 3 dniach w temperaturze 25 °C komórki mają kształt kulisty lub elipsoidalny, o wymiarach 3–9 × 3–13 µm i występują pojedynczo lub parami. Na powierzchni podłoża asymilacyjnego nie tworzą się błonki. Na płytkach Dalmau na agarze morfologicznym mogą tworzyć się pseudostrzępki, ale są słabo rozwinięte i wykazują nieregularne rozgałęzienia. Prawdziwe strzępki nie powstają. Z. bailii rozmnaża się zwykle przez wielostronne pączkowanie, czyli pąki mogą powstawać w różnych miejscach komórek. Podczas procesu pączkowania komórka rodzicielska wytwarza pączek na swojej zewnętrznej powierzchni. Czas podwojenia tych drożdży wynosi około 3 godziny w temperaturze 23 °C w bulionie drożdżowym na bazie azotu zawierającym 20% fruktozy (pH 4,0). W bardziej stresujących warunkach czas generacji ulega znacznemu wydłużeniu.
W pewnych warunkach (np. stres żywieniowy) Z. bailii wytwarza zarodniki płciowe (askospory). Worki są trwałe i na ogół sprzężone. Koniugacja zachodzi pomiędzy oddzielnymi komórkami. Każdy koniugant tworzy jedną lub dwie kuliste lub jajowate askospory o gładkiej powierzchni. Askospory powstają na agarach z mąką kukurydzianą, podłożem Gorodkowa i octanem potasu po 7 dniach inkubacji w temperaturze 25 °C.

## Psucie żywności
Zygosaccharomyces bailii to gatunek na świecie szeroko rozpowszechniony. Naturalnym jego środowiskiem są najprawdopodobniej suszone, „zmumifikowane” owoce leżące pod drzewami owocowymi lub gumowate wydzieliny z drzew, ale znany jest głównie z tego, że powoduje psucie się żywności. Jest jednym z częściej występujących w żywności gatunków drożdży. Wyizolowano go z miodu, soków owocowych i ich koncentratów, moszczu winogronowego, majonezu, sosów sałatkowych, słodkiej marynaty, octu, wina i napojów bezalkoholowych. Powoduje psucie się produktów spożywczych, zwłaszcza kiszonych i konserwowanej żywności zawierającej wysokie stężenie cukrów fermentujących. Nie jest częścią normalnej flory drożdżowej dobrze prowadzonych fabryk żywności, a tam, gdzie występuje, liczba jego izolatów w populacji drożdży jest zwykle niewielka. Objawami zepsucia się żywności spowodowanymi przez Z. bailii są rozwarstwienie emulsji (w majonezach, dressingach), zmętnienie, flokulacja lub tworzenie się osadu (w winach, napojach) oraz widoczne kolonie lub powstawanie brązowego filmu na powierzchni produktu. Specyficzny nieprzyjemny posmak przypisywany Z. bailii jest spowodowany przez siarkowodór. Z. bailii ponadto powoduje znaczne tworzenie się gazów i etanolu, objawiające się typowo alkoholowym smakiem i zapachem. W ekstremalnych warunkach ciśnienie gazu wytworzonego wewnątrz szklanych słoików lub butelek może osiągnąć taki poziom, że może nastąpić eksplozja, stwarzając dodatkowe ryzyko obrażeń spowodowanych potłuczonym szkłem.
Z. bailii oraz Zygosaccharomyces rouxii, Zygosaccharomyces lentus, Zygosaccharomyces bisporus są najczęściej występującymi drożdżami w napojach bezalkoholowych. Występują w nich rzadko, ale gdy już się pojawią, powodują ich szybkie i całkowite zepsucie.
Z. bailii może rosnąć i powodować zmętnienie wina butelkowanego nawet przy niskim stężeniu tlenu i wysokim poziomie konserwantów. Jego komórki osiadają na dnie butelki, a grudki są dobrze widoczne w winach białych po odwróceniu butelki do góry dnem.

## Fizjologia
Z. bailii fermentuje glukozę i fruktozę, w przeciwieństwie do większości innych drożdży fruktozę szybciej niż glukozę i rośnie znacznie szybciej w żywności zawierającej ≥ 1% fruktozy. Również podczas fermentacji alkoholowej w warunkach tlenowych (efekt Crabtree) etanol jest wytwarzany z większą szybkością i z większą wydajnością na fruktozie niż na glukozie. Z. bailii nie może rosnąć w żywności zawierającej sacharozę jako jedyne źródło węgla. Dlatego też stosowanie sacharozy jako substancji słodzącej (zamiast glukozy lub fruktozy) jest wysoce zalecane w produktach syntetycznych, takich jak napoje bezalkoholowe.
Kluczowymi cechami fizjologicznymi, które pozwalają mu zasiedlać kiszone i konserwowane produkty spożywcze to odporność na słabo kwaśne środki konserwujące (np. kwas octowy, benzoesowy i sorbinowy), osmotolerancja i zdolność do energicznej fermentacji glukozy. Ze względu na wysoką tolerancję na etanol, Z. bailii jest również jednym z gatunków powodujących psucie się wina. Donoszono, że do zepsucia się wina wystarczy inokulum składające się z zaledwie jednej żywej komórki Z. bailii.
Mechanizm skrajnej oporności Z. bailii na środki konserwujące nie został w pełni wyjaśniony. Jego komórki wykazują bardzo zróżnicowaną na nie odporność. Większość komórek Z. bailii była umiarkowanie oporna, a przy wysokich stężeniach kwasu sorbinowego zdolna do rozwoju była tylko niewielka części pierwotnej populacji. W przeciwieństwie do Saccharomyces cerevisiae, Z. bailii nie wydaje się wykazywać ekspresji homologu Pdr12 w odpowiedzi na słabe kwasy, ale może ograniczać wnikanie konserwantów, aby zwiększyć odporność. Z. bailii może metabolizować konserwanty, takie jak kwas benzoesowy i kwas octowy, nawet w obecności glukozy.
Z. bailii nie wykazuje odporności na wyższe temperatury, ale jego askospory wyizolowane z napojów bezalkoholowych i produktów owocowych mogą przetrwać w temperaturze 60 °C.
Z. bailii jest najbardziej odpornym na konserwanty organizmem, odpornym na wysokie stężenia kwasu octowego i etanolu. Szczepy Z. bailii tolerują kwasy sorbinowy i benzoesowy przy pH 4,0 w stężeniu do 1000 ppm. Dopuszczalne w Europie stężenie tych kwasów w żywności wynosi obecnie 300 ppm, tak więc nie stanowi ono dla Z. bailii żadnej przeszkody. Gatunek ten łatwo tworzy askospory, dobrze rośnie w syropach cukrowych i koncentratach soków zawierających 50–60% cukru, co umożliwia mu łatwe zakażenie napojów bezalkoholowych poprzez surowce. Dawka zakaźna Z. bailii jest niska; wystarczy już jedna jego komórka by zepsuć produkt. Z. bailii może powodować psucie się także napojów gazowanych. Wymaga witamin z grupy B i z tego powodu rzadko powoduje psucie się produktów niezawierających soków owocowych lub podobnych źródeł witamin.

## Zastosowanie
Z. bailii znany jest głównie z niepożądanego psucia żywności, ale drożdże te biorą także udział w fermentacji tradycyjnego włoskiego octu balsamicznego, wraz z innymi gatunkami drożdży: Zygosaccharomyces mellis, Zygosaccharomyces rouxii, Zygosaccharomyces bisporus, Zygosaccharomyces lentus, Hanseniaspora valbyensis, Hanseniaspora osmophila, Candida lactis, Starmerella stellata, Saccharomycodes ludwigii, Saccharomyces cerevisiae.